# Транзит-1А
Транзит-1А (англ. Transit 1A) — американський навігаційний супутник. Перший апарат, запущений за програмою Транзит. Апарат мав стабілізуватись обертанням в польоті.
17 вересня 1959 року з космодрому на мисі Канаверал здійснено спробу запуску першого у світі навігаційного супутника Транзит-1А.  Перший і другий ступені ракети-носія Тор-Ейбл-2 відпрацювали нормально, однак третій ступінь не ввімкнувся та апарат здійснив суборбітальний політ.